# 州橋 (科羅拉多州)
州橋（英語：State Bridge）是位於美國科羅拉多州伊格爾縣的一個非建制地區。該地的面積和人口皆未知。

## 地理
州橋的座標為39°51′28″N 106°38′59″W / 39.85778°N 106.64972°W，而該地的平均海拔高度為2073米（即6800英尺）。